# 貝倫多夫湖

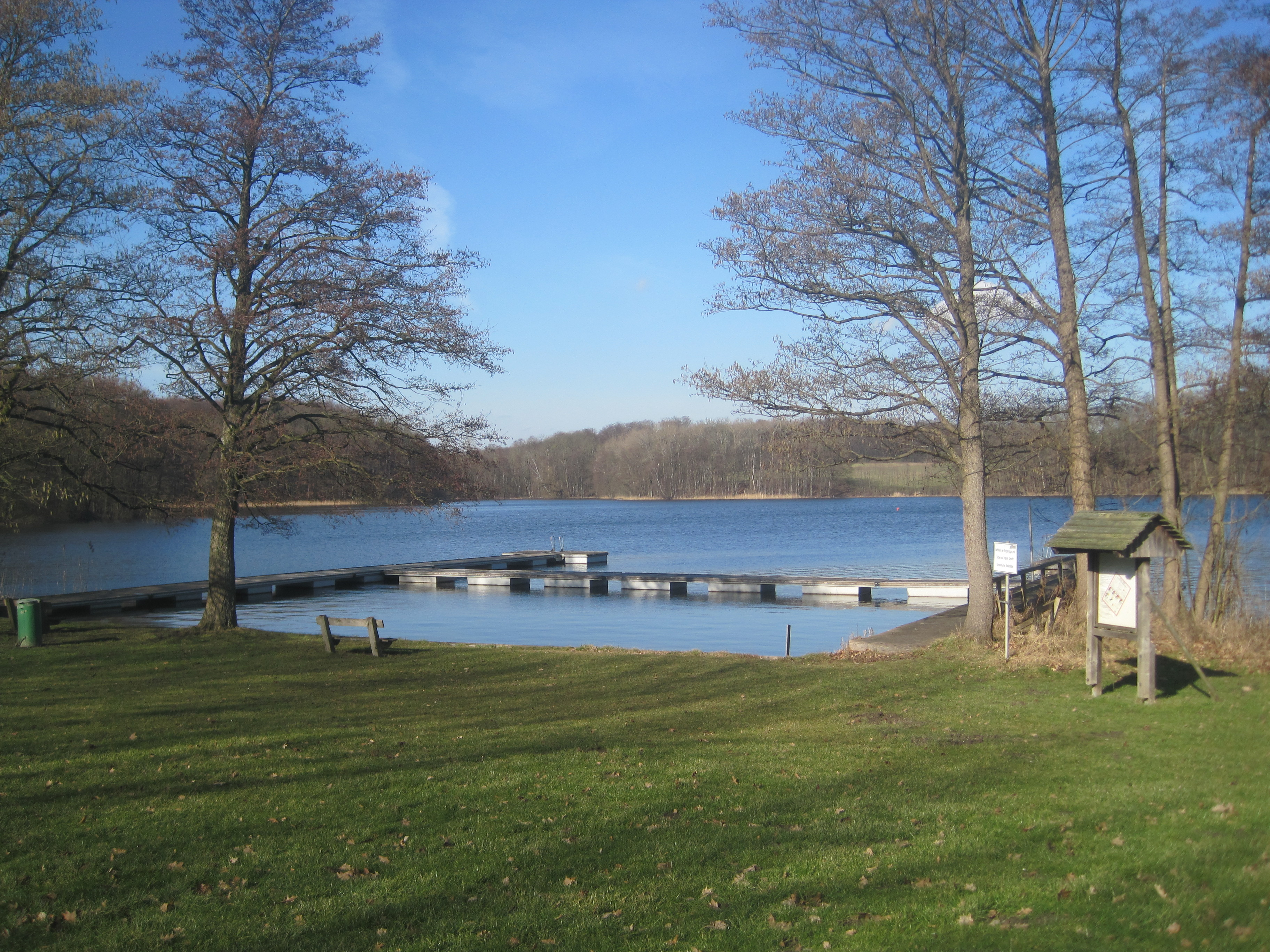

貝倫多夫湖（德語：Behlendorfer See），是德國的湖泊，位於該國北部石勒蘇益格-荷爾斯泰因州，由勞恩堡縣負責管轄，面積0.6平方公里，海拔高度35.3米，平均水深6.2米，最大水深15.4米，水體容量390萬立方米，湖岸線長度5.5公里。